# بشام (إله)

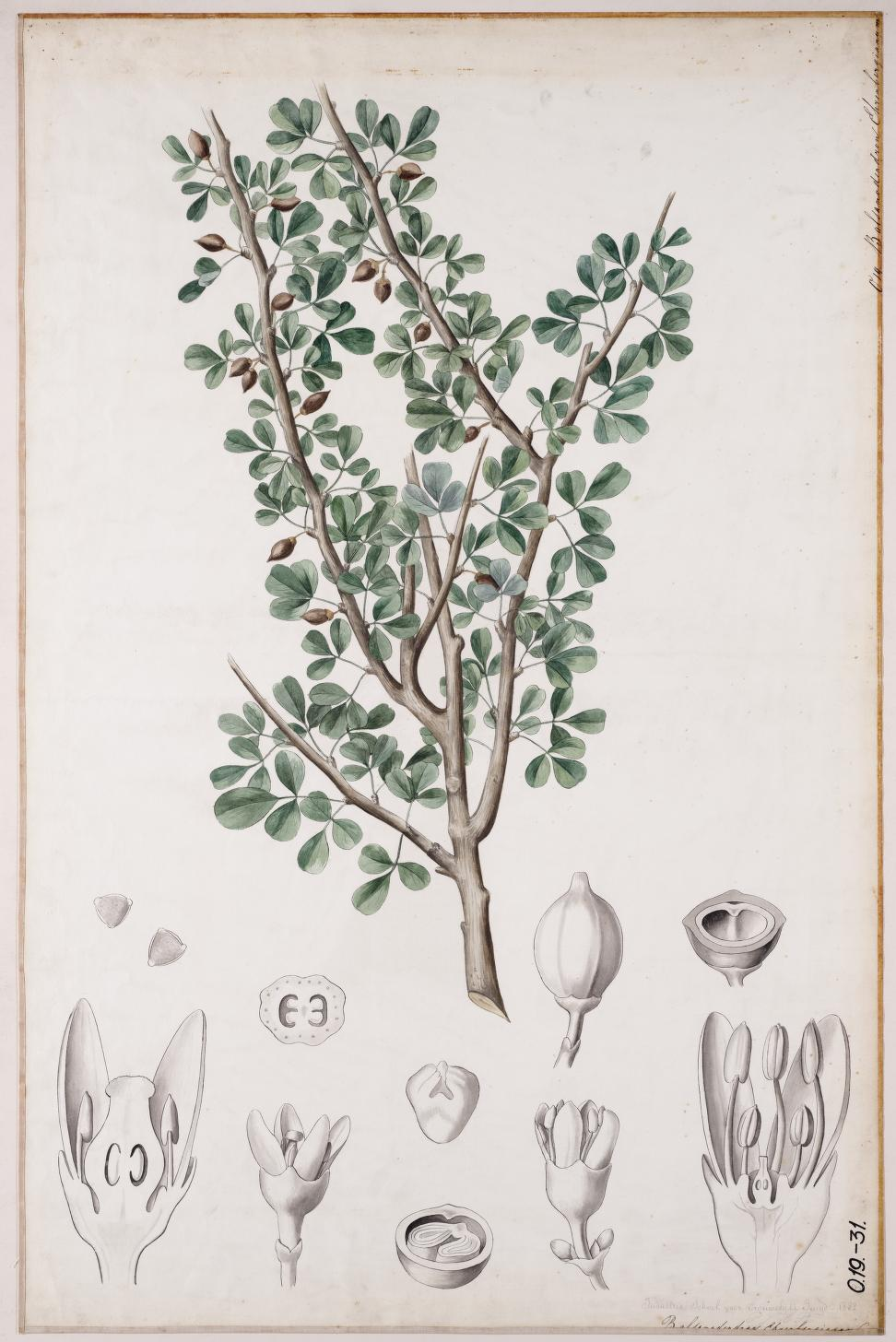
شجرة البشام

بَشام (بخط المسند: ) كان إلهًا ثانوياً مذكراً (وأحياناً أنثى بصيغة ) يعبد في جنوب شبه الجزيرة العربية قبل الإسلام. ويعني اسمه البلسم، وهو نبات البشام كان يستخدم في الأدوية القديمة، مما يشير إلى أنه ربما كان إلهًا مرتبطًا بالشفاء أو الصحة. والكلمة سامية مشتركة دخلت اليونانية βάλσαμον واللاتينية balsămum.
ظهر الإله بشام في حوالي 15 نقشاً وأكثرها من وادي مرخة من الفترة بين القرن الأول ق.م إلى القرن الأل م، ويروي أحدها كيف قام بشام بشفاء اثنين من الماعز/الوعل. وهناك شهر سبئي يدعى بَشام وكذلك قبيلة تسمى في النقوش بشام.